# Powiat wyłkowyski
Powiat wyłkowyski lub wyłkowyszkowski lub ujezd wiłkowiski dawny powiat guberni suwalskiej, którego centrum były Wyłkowyszki.